# Irma Lucinde, voyante
Pour plus de détails, voir Fiche technique et Distribution.
Irma Lucinde, voyante est un moyen métrage français écrit et réalisé en 1936 par Claude Orval

## Fiche technique
- Scénario et réalisation : Claude Orval
- Décors : Robert Saurin
- Photographie : Emile Salle
- Musique : Fernand Audier
- Cameraman : Maurice Delattre
- Tournage : août 1936 aux studios de la Garenne à La Garenne-Colombes
- Pays d'origine :  France
- Format : Noir et blanc - 1,37:1 - 35 mm - son mono (Western Electric)
- Genre : Comédie
- Durée : 42 minutes
- Métrage : 1180 mètres
- Année de sortie : 1936 en France

## Distribution
- Alice Tissot : Irma Lucinde, voyante
- Louis Florencie
- Pauline Carton : Mme Brindebois
- Monette Dinay
- Georges Bever : M. Argus
- Bercq
- Lebas
- Sonia Bessis
- Marcel Méral
- Charives
- Jacques Thann